# Le Jardin de St. Sebastien
Le Jardin de St. Sebastien (abreviado Jard. St. Sebastien) es un libro con ilustraciones y descripciones botánicas que fue escrito por el botánico italiano; Marqués di Spigno y publicado en  el año 1812.